# Memaliaj
Memaliaj – miasto w południowej Albanii, w okręgu Tepelena. W 2001 r. miasto to zamieszkiwało 4740 osób.